# Secretaría de Estado de Planificación e Infraestructuras
La Secretaría de Estado de Planificación e Infraestructuras fue una secretaría de Estado de España de la IX legislatura (segundo gobierno de José Luis Rodríguez Zapatero), creada en la reestructuración ministerial de abril de 2009 y dependiente del Ministerio de Fomento.
Las funciones de esta secretaría de Estado eran, por un lado, potenciar el desarrollo de la competencia planificadora del Ministerio y, por otro, la ejecución de infraestructuras, a través de los órganos y entidades con competencias de ejecución en infraestructuras de carreteras y ferroviarias.
De esta secretaría de Estado dependían:
- la Secretaría General de Infraestructuras;
- la Dirección General de Planificación;
- el organismo autónomo Centro de Estudios y Experimentación de Obras Públicas (CEDEX).

La secretaría de Estado fue suprimida en la reestructuración ministerial de marzo de 2012, durante el primer gobierno de Mariano Rajoy, pasando sus competencias a la Secretaría de Estado de Infraestructuras, Transporte y Vivienda.